# Via Aurelia

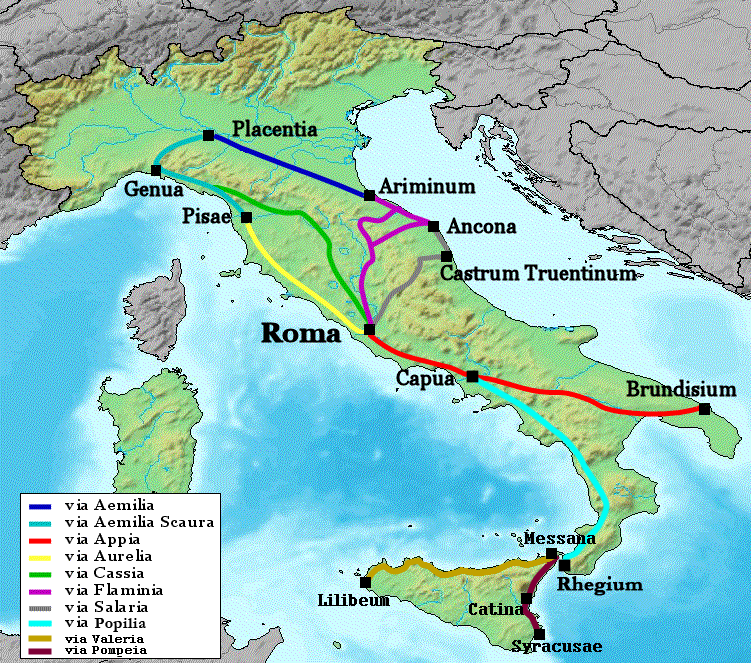
Drogi Rzymskie we Włoszech - na żółto zaznaczona Via Aurelia

Via Aurelia – starożytna rzymska droga, łącząca Rzym z Pizą. Zbudowana została w III w. p.n.e. (zapewne w 241 r. p.n.e.), prawdopodobnie na polecenie cenzora Gajusa Aureliusa Cotty.
Na terenie miasta Rzymu Via Aurelia biegła ulicami via Aurelia vetus i via Aurelia nova. Od Rzymu do Forum Aurelii, na odcinku długości ok. 95 km, droga omijała osiedla i zmierzała prosto do Pizy. Z opisów tej drogi wiadomo, że jej nawierzchnia zbudowana była z niewielkich płyt kamiennych, których spoiny były zalane zaprawą. Przedłużenie drogi z Pizy do granicznej twierdzy Luna (później Luni) w Ligurii pochodzi z 109 r. p.n.e. i stanowi już odcinek Via Aemilia Scauri.
Z Via Aurelią ściśle powiązana jest droga Via Cornelia, której historyczność nie jest pewna, a która może być przeinaczeniem nazwy tej pierwszej.
W Rzymie przy Via Aurelia pochowanych zostało wielu męczenników. Byli to m.in. Święta Paulina, Rufina i Sekunda oraz papież Kalikst I.